# 查普曼峰 (南極洲)

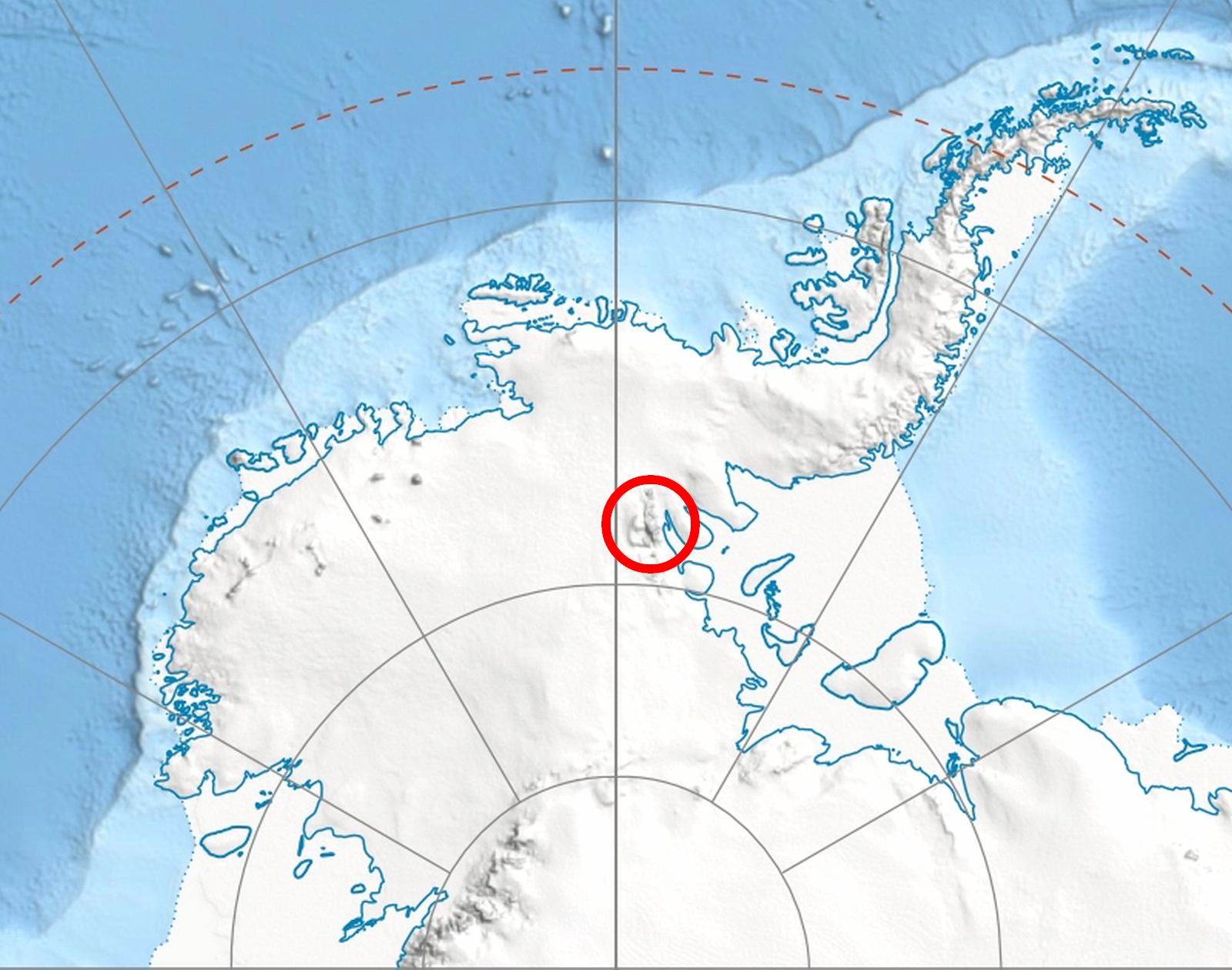

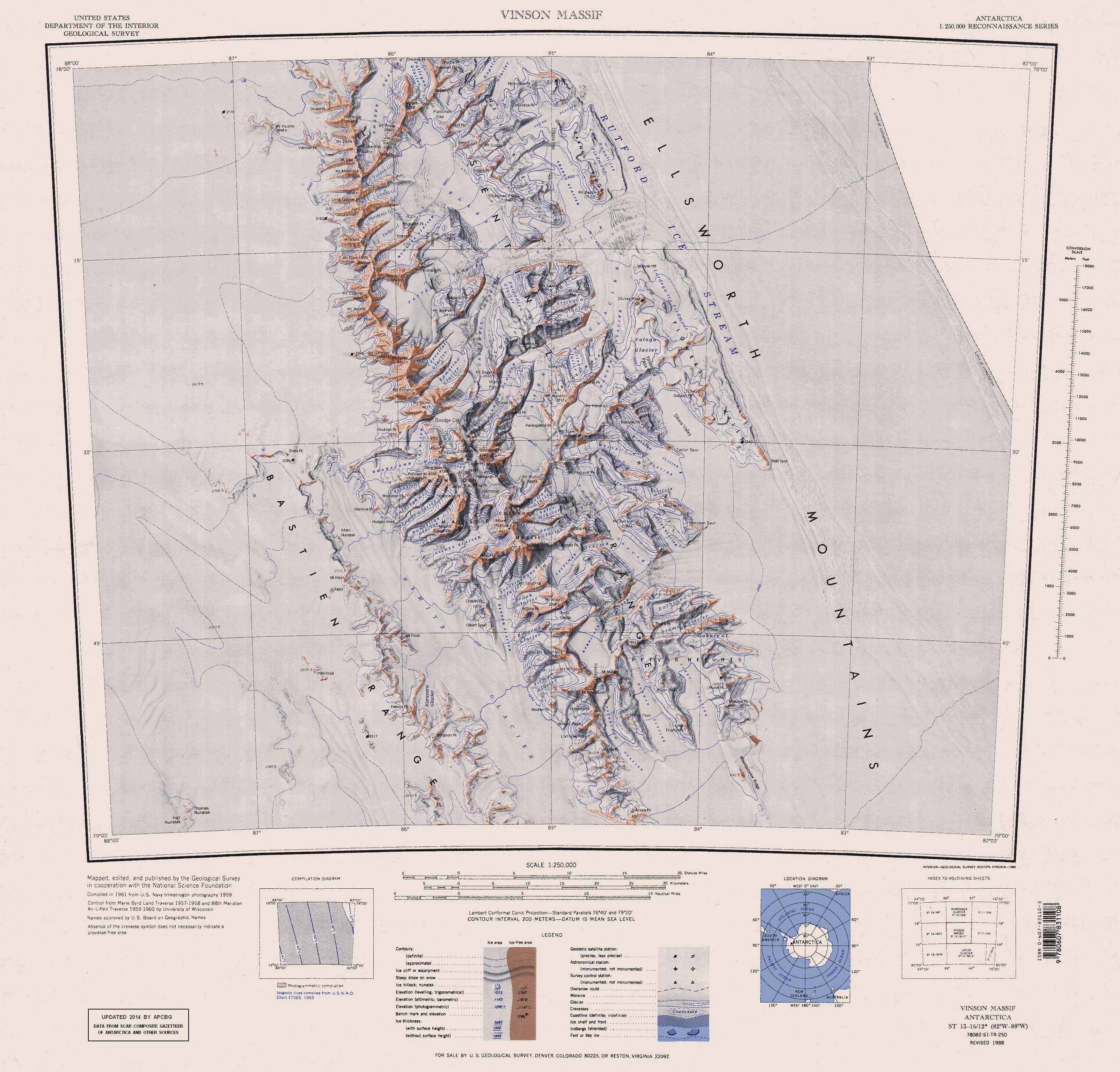

查普曼峰（英語：Chapman Peak）是南極洲的山峰，座標78°11′S 85°13′W，位於埃爾斯沃思地，屬於埃爾斯沃思山脈中森蒂納爾嶺的一部分，海拔高度2,230米（7,320英尺），根據美國地質調查局的測量和美國海軍的空中照片被繪入地圖。

## 外部連結
- SCAR Composite Antarctic Gazetteer（页面存档备份，存于）.

78°11′S 85°13′W / 78.183°S 85.217°W